# Intersexualidad en la República de China
Las personas intersexuales en Taiwán  (conocida oficialmente como República de China) se enfrentan actualmente a algunas lagunas en la protección legal de sus derechos a la integridad física y la autonomía corporal, y en la protección contra la discriminación por motivos de características sexuales, con mejoras significativas en los últimos años.

## Historia
En Taiwán, a las personas intersexuales se las llama yīnyángrĕn ("persona yin-yang"; "hermafrodita"), shuāngxìnrĕn ("persona de doble sexo") o jiānxìnrĕn ("persona del medio sexo") en mandarín, o puànn-iam-iûnn-á ("persona mitad yin-mitad yang") en hokkien taiwanés. En 2008, Hiker Chiu fundó un capítulo de la Organización Internacional de Intersexuales, Oii-Chinese, como el primer y único grupo de defensa y apoyo para las personas intersexuales en Taiwán y el mundo de habla china. El grupo prefiere el término yīnyángrĕn a los demás términos en mandarín. En junio de 2018, el Yuan de Control, que funciona en parte como un defensor del pueblo nacional, publicó un informe sobre las protecciones inadecuadas del gobierno a los derechos de las personas intersexuales, en el que se adoptó el término shuāngxìnrĕn. El informe exigía a las agencias gubernamentales que abordaran cuestiones relacionadas con los derechos de las personas intersexuales, como la cirugía de asignación de sexo prematura, las opciones binarias de género en el registro de nacimiento y en los documentos de identificación, la falta de datos estadísticos sobre las personas intersexuales y la ausencia de políticas favorables a las personas intersexuales para los deportistas. Según el informe, los derechos de las personas intersexuales están ampliamente protegidos por la cláusula de igualdad de la Constitución de la República de China y consagrados por la interpretación constitucional de 2017 que declaró inconstitucional la prohibición del registro de matrimonios entre personas del mismo sexo. La actual Ley de Educación para la Equidad de Género estipula que deben respetarse las características de género no conformes y la identidad de género. Aparte de esto, no existen leyes antidiscriminatorias específicas para los derechos de las personas intersexuales.

## Integridad física y autonomía corporal
En octubre de 2018, como respuesta al informe del Yuan de Control sobre los derechos de las personas intersexuales, el Ministerio de Salud y Bienestar Social publicó los "Principios comunes recomendados sobre cirugía correctiva en personas intersexuales no adultas". La directriz prohíbe las intervenciones médicas intersexuales "no esenciales e irreversibles" consideradas "cirugía de asignación de sexo" en cualquier persona menor de 12 años, excepto en condiciones médicas graves. Para los adolescentes de entre 12 y 18 años, la "cirugía de asignación de sexo" está permitida para aquellos "que sufren dificultades para adaptarse a su condición", y requiere la aprobación de un equipo médico compuesto por un psiquiatra, un pediatra, un cirujano pediátrico y un psicólogo infantil. También se necesita la evaluación de un equipo médico como tal antes de que un adulto intersexual se someta a una cirugía de asignación de sexo. Si bien Hiker Chiu, portavoz de Oii-Chinese, admitió que la directriz no estaba en el libro de estatutos, expresó optimismo de que los médicos cumplirían con esta directriz oficial.

## Registro de género y documentos de identificación
Si el género de un recién nacido está marcado como incierto en el certificado de nacimiento, la oficina de registro del hogar solicitará pruebas adicionales o una prueba cromosómica para asignar uno de los géneros binarios para el niño. Esto podría conducir a problemas de identidad de género a medida que el niño crezca.
A partir de junio de 2019, cualquier persona que desee registrar un cambio de sexo (género binario), incluidas las personas intersexuales, debe presentar una prueba de que se han extirpado quirúrgicamente los genitales del "sexo anterior". Los intentos de liberalizar el registro del cambio de sexo están estancados desde 2015.
El gobierno anunció en 2018 que se incorporarían medidas "respetuosas con el género" en la nueva tarjeta de identidad ciudadana con chip incorporado, cuya publicación está prevista para fines de 2020. En primer lugar, el género no se mostrará explícitamente en la tarjeta física. Además, como el segundo dígito del número de identificación nacional representa el género, actualmente binario ("1" para masculino; "2" para femenino), en el futuro habrá una tercera opción de género (representada por el dígito "7") disponible para personas intersexuales y transgénero por igual. El Ministerio de Asuntos Exteriores se comprometió a que la información sobre el sexo en el pasaporte se correspondería con el género registrado en el documento de identidad. Los detalles de la política de opción de tercer género aún no se han publicado.

## Defensa de derechos
El grupo de apoyo y defensa de derechos de las personas intersexuales más conocido en Taiwán es Oii-Chinese (establecido en 2008; en chino: 國際陰陽人組織).